# 國立屏北高級中學
國立屏北高級中學（National Pingpei Senior High School），簡稱屏北高中，2004年成立於屏東縣鹽埔鄉，為綜合高中學制。設有社會學程、自然學程、商業學程、餐飲學程。114學年度起更設立智慧綠農科技實驗班。本校為一所生態校園，本校校園建築曾榮獲綠建築設計獎、獲選公共藝術優選作品及示範學校、台灣建築獎首獎。

## 簡史
- 2004年：開始招生，初期招收綜合高中學制共八個班。
- 2010年起：國立清華大學與本校合作設立屏北高中原住民教育實驗專班，招收普通科共兩個班（一班招收30人，共60人），高二起分為社會組與自然組各一個班，第一期實驗教育計畫以10年為規劃實施期限。課程規劃分為(1)正式課程：除比照普通高中課程綱要開設正式課程外，另因應實驗計畫精神，開設「原住民族文化」與「生態保育」兩個系列的特色課程；(2)非正式課程：包括才藝班、住宿教育、學期間課後活動、寒暑假﹝第三學期﹞活動等四大類。
- 2017年起：將族語課程納入正式課程規劃中，每學期都要修習1學分族語課程，且依據不同方言別開設現場或視訊族語教學班級。
- 2019年起：執行10年實驗教育計畫後，受教育部國教署、原民會及部落族人肯定，依據「公立高級中等以下學校辦理部分班級原住民族實驗辦法 （页面存档备份，存于）」，持續與清華大學合作第二期實驗教育計畫。
- 2025年起：設立智慧綠農科技實驗班，並與國立屏東科技大學合作。

## 歷任校長
- 第一任：洪武智（2004－2010）
- 第二任：楊榮仁（2010－2016）
- 第三任：林聰明（2016－2020）
- 第四任：林宏澤（2020－2024）
- 第五任：林照庭（2024－）

## 學程
綜合高中：
- 高一不分學程
- 高二高三分為專業學程、學術學程（113學年度）

高二專業學程：201、202商業學程，203餐飲學程
高二學術學程：204-206社會學程，207-208自然學程
高三專業學程：301商業學程，302餐飲學程
高三學術學程：303-306社會學程，307-308自然學程
小清華原住民實驗教育班：高一不分學程、高二高三分為 209、309社會組，210、310自然組

## 交通資訊
大眾運輸有屏東客運班車行經，每日往返程各兩個班次。
往程
- 8225 08:04屏東-鹽埔

往程
- 8225 17:15屏東-鹽埔

返程
- 8225 12:08鹽埔-屏東

返程
- 8225 18:00鹽埔-屏東

## 外部連結
- 屏北高中（页面存档备份，存于）（繁體中文）